# Barranco Hondo (Lorca)
Barranco Hondo es una pedanía del municipio español de Lorca, en la Región de Murcia. Se sitúa a solo 4 km del núcleo urbano de la capital municipal, con la que colindante por el sur. Además, limita por el norte con la pedanía de Torrealvilla, por el oeste con la pedanía de Río, por el este con el municipio de Totana, por el Sureste con la pedanía de La Hoya  y por el sur, aparte de la ciudad de Lorca, limita con la pedanía de Tercia. Cuenta con una población de 11 habitantes.
Su economía está basada en la agricultura y en la industria de curtidos y alimentación. También se levanta en la pedanía un Centro de Tratamiento de Residuos Sólidos, que da servicio a la ciudad de Lorca.

## Geología
Por Barranco Hondo pasa la Falla de Alhama, habiéndose localizado allí, en su subsuelo, el epicentro del terremoto de Lorca de 11 de mayo de 2011.
Es un paisaje de badlands, de margas, yesos y azufre.
Desde el punto de vista paleontológico, la zona estuvo sumergida y luego se desecó, por lo que sirve para estudiar la desecación del Mediterráneo durante el Messiniense, durante el Mioceno Superior. Su pasado sumergido se puede apreciar en los foraminíferos y en las laminitas.